# XYZ (banda estadounidense)
XYZ es una banda de heavy metal, formada en los años 1980. XYZ empezó su carrera tocando en "Casa del Whiskey", un club nocturno en Los Ángeles, California. Los miembros originales fueron, Terry Ilous (cantante), Bobby Pieper (guitarrista), Patt Fontaine (bajo) y Joey Pafumi (batería).

## Historia
La banda tocó en clubes a mediados de los años 1980. Firmaron su primer contrato discográfico en 1989, con Don Dokken como su productor. Como dato anecdótico el estilo de canto de Terry Ilous en el primer disco de la banda fue muy similar al de Don Dokken. La formación de la banda para el primer disco de estudio fue Ilous, Fontaine quienes reclutaron a Mark Diglio (guitarra) & Paul Monroe (batería). El álbum fue lanzado en 1989 y contenía los éxitos "Inside Out" y "What Keeps Me Loving You", ambas canciones contenían sus respectivos vídeos. Si bien el álbum no fue un éxito total, aunque haya sido fabricado para alcanzar el #99 en las listas de ventas. La canción "Maggy" fue usada en la película de Dolph Lundgren en 1990 llamada "I Come in Peace".
El siguiente álbum, "Hungry", fue lanzado en 1991, tuvo mucho menos éxito comercial aunque algunas canciones es bueno mencionarlas como por ejemplo "Don't say no". Diglio & Monroe dejaron la banda y fueron replazados por Tony Burnett Y Joey Shapiro, respectivamente. cuando el tour finalizó, la banda se disolvió.
Recientemente XYZ se presentó en el festival Rocklahoma de 2008.

## Miembros
- Terry Ilous (Cantante 1986-1992 2002-actualidad)
- Mark Diglio (Guitarra 1989-1991 2002-actualidad)
- Patt Fontaine (Bajo 1986-1992 2002-actualidad)
- Paul Monroe (Batería 1989-1991 2002-actualidad)

### Miembros anteriores
- Bobby Pieper (Guitarrista 1986-1989)
- Joey Parfumi (batería 1986-1989)
- Tony Burnett (Guitarrista 1991-1992)
- Joey Shapiro (batería 1991-1992)

## Discografía
- XYZ (1989)
- Hungry (1991)
- Take What You Can (Live) (1995)
- Letter to God (2003)
- Forbidden Demos (2005)
- Rainy Days (2006)
- The Best of (2008)